# إيريك وينفري
إيرك وينفري (بالإنجليزية: Erik Winfree)‏ (مواليد 26 سبتمبر 1969)، هو عالم حاسوب أمريكي، ومهندس بيولوجي، وإستاذ في معهد كاليفورنيا للتقنية. وباحث رائد في حوسبة الدنا وتقنية الدنا النانوية.

## حياته
في عام 1998، نشر وينفري بالتعاون مع نادرين سيمان إنتاج الملاقيط ثنائية الأبعاد من البلاطات مزدوجة التقاطع (DX). حيث تتسم تلك الهياكل القائمة على استخدام البلاطات بأنها توفر القدرة على تطبيق وتنفيذ استخدام حوسبة الدنا، والتي أوضحها وينفري وبول روزاموند في عام 2004، والتي بفضلها اقتسما معاً جائزة فينمان للتقانة النانوية في عام 2006.
في عام 1999، إختارته مجلة "رأي تكنولوجي" التابعة لمعهد ماساتشوستس للتكنولوجيا في قائمة تي أر 100، كواحد من أفضل 100 مبتكر في العالم تحت سن 35.
نال إيريك وينفري على شهادة البكالوريوس من جامعة شيكاغو. ومن برنامج الحوسبة والنظم العصبية في معهد كاليفورنيا للتقنية حصل إيريك على درجة الدكتوراة. حيث درس مع جون هوبفيلد وآل بر. وكان زميل لويس توماس في بحوث بعد الدكتوراة في علم الأحياء الجزيئي في جامعة برينستون. وفي عام 2000 إنضم إلى برنامج زملاء ماك آرثر. وكان والده آرثر وينفري، وهو عالم في علم ألاحياء النظرية، أيضاً عضواً في برنامج زملاء ماك آرثر.

## مؤلفاته
- DNA Based Computers V: Dimacs Workshop DNA Based Computers V June 14–15, 1999 Massachusetts Institute of Technology، المحررين إريك وينفري، ديفيد ك جيفورد، مكتبة أي أم أس، عام 2000، (ردمك 978-0-8218-2053-7)
- Evolution as computation: DIMACS workshop, Princeton, January 1999، المحررين لورا فاي لاندويبر، إريك وينفري، سبرنغر، عام 2002، (ردمك 978-3-540-66709-4)
- "DNA Computing by Self-Assembly"، الندوة السنوية التاسعة على حدود الهندسة، مطبعة الأكاديميات القومية، عام 2004، (ردمك 978-0-309-09139-8)
- Algorithmic Bioprocesses، المحررين آن كوندون، ديفيد هاريل، جوست كوك، أرتو سالوما، إريك وينفري، سبرنغر، عام 2009، (ردمك 978-3-540-88868-0)

## وصلات خارجية
- إيريك وينفري في مشروع إحصاء علماء الرياضيات.
- "إيريك وينفري", العموم العلمية
- AAAS Member Spotlight:إريك وينفري يدرس المكونات الحاسوبية للحمض النووي.